# Rupert Lake
Rupert E. H. Lake (* 19. Januar 1934) ist ein ehemaliger antiguanischer Sportfunktionär. Er war von 1976 bis 1990 Präsident der Antigua Olympic and Commonwealth Games Association (AOCGA).

## Leben
Lake war selbst als Schwimmer und Fußballspieler aktiv. Später schlug er die Laufbahn eines Volkswirts ein. 1974 wurde er Mitglied des Antigua National Sports Council und schließlich 1976 im Zuge der Reorganisation des AOCGA zu dessen Präsidenten gewählt. Unter Lake erfolgte die Aufnahme in das Internationale Olympische Komitee und fand der Boykott des Landes der Olympischen Sommerspiele 1980 in Moskau statt.
1990 beschloss Lake, auf eine erneute Kandidatur zu verzichten. Zu seinem Nachfolger im Amt des Präsidenten des AOCGA wurde am 8. Mai 1990 der langjährige Generalsekretär Rodney Williams gewählt.
| Personendaten    | Personendaten                  |
| ---------------- | ------------------------------ |
| NAME             | Lake, Rupert                   |
| ALTERNATIVNAMEN  | Lake, Rupert E. H.             |
| KURZBESCHREIBUNG | antiguanischer Sportfunktionär |
| GEBURTSDATUM     | 19. Januar 1934                |